# Capitolio del Estado de Dakota del Sur
El Capitolio del Estado de Dakota del Sur (en inglés South Dakota State Capitol) es el edificio del capitolio del estado estadounidense de Dakota del Sur. Alberga la Legislatura del Estado de Dakota del Sur y se encuentra en el capitolio estatal de Pierre en 500 East Capitol Avenue. El edificio alberga las oficinas de la mayoría de los funcionarios estatales, incluido el gobernador de Dakota del Sur.

## Construcción
El edificio fue construido entre 1905 y 1910. Los diseños fueron ejecutados por el estudio de arquitectura Bell & Detweiler de Minneapolis, que le dio al edificio características similares al Capitolio del Estado de Montana en Helena, Montana. El costo de planificación y construcción fue de casi 1 millón de dólares.
En 1921 comenzaron los planes para una gran adición ubicada en el lado norte. El anexo fue diseñado por Bell & Kinports, la firma del arquitecto Charles E. Bell. La construcción costó unos 500.000 dólares. Los planos de construcción se publicaron en 1931 y el proyecto del anexo se completó en 1932.

## Características

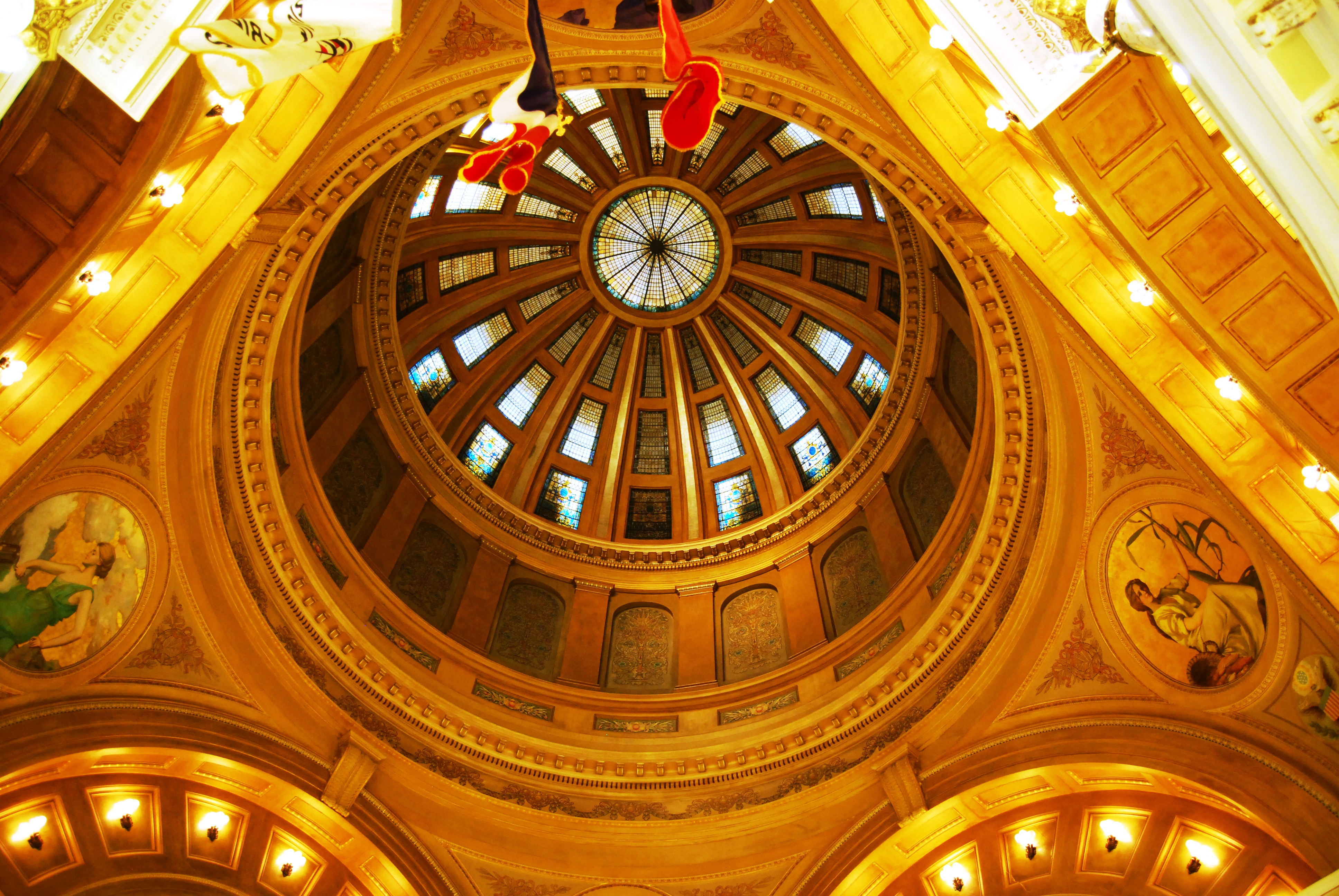
Vista interior de la cúpula y la rotonda

El piso es de terrazo. La tradición popular dice que el piso fue colocado por 66 artistas italianos. Para darles a estos artistas la oportunidad de colocar una marca en el edificio (sin permitirles firmar sus nombres en el piso), se dice que a cada uno se le dio una piedra azul para colocar en el piso. Sin embargo, solo se han encontrado 55 de estos mosaicos. Se cree que las piedras restantes pueden haber sido colocadas en lugares ahora cubiertos por paredes, puertas o alfombras.

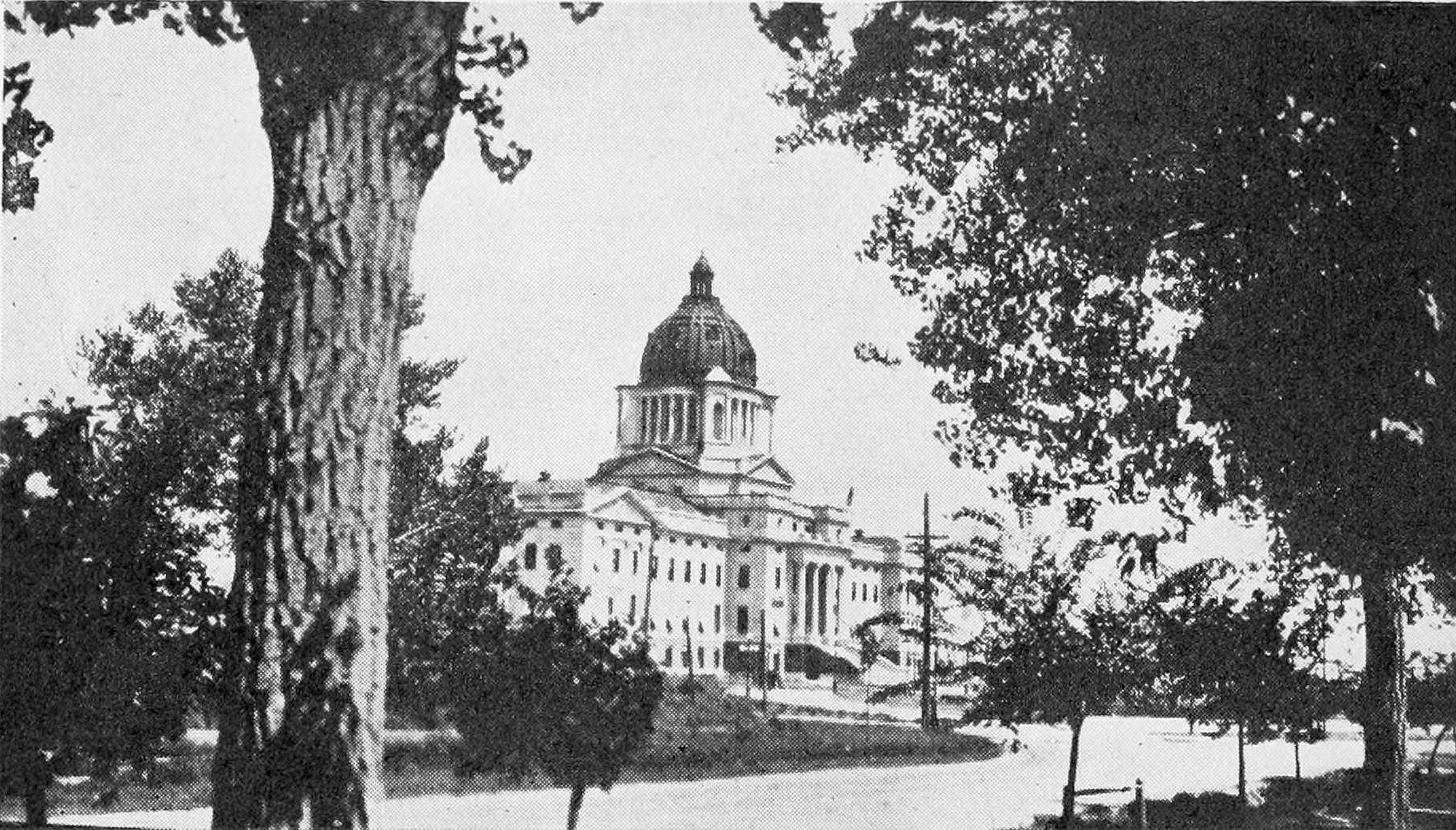
El Capitolio en 1919

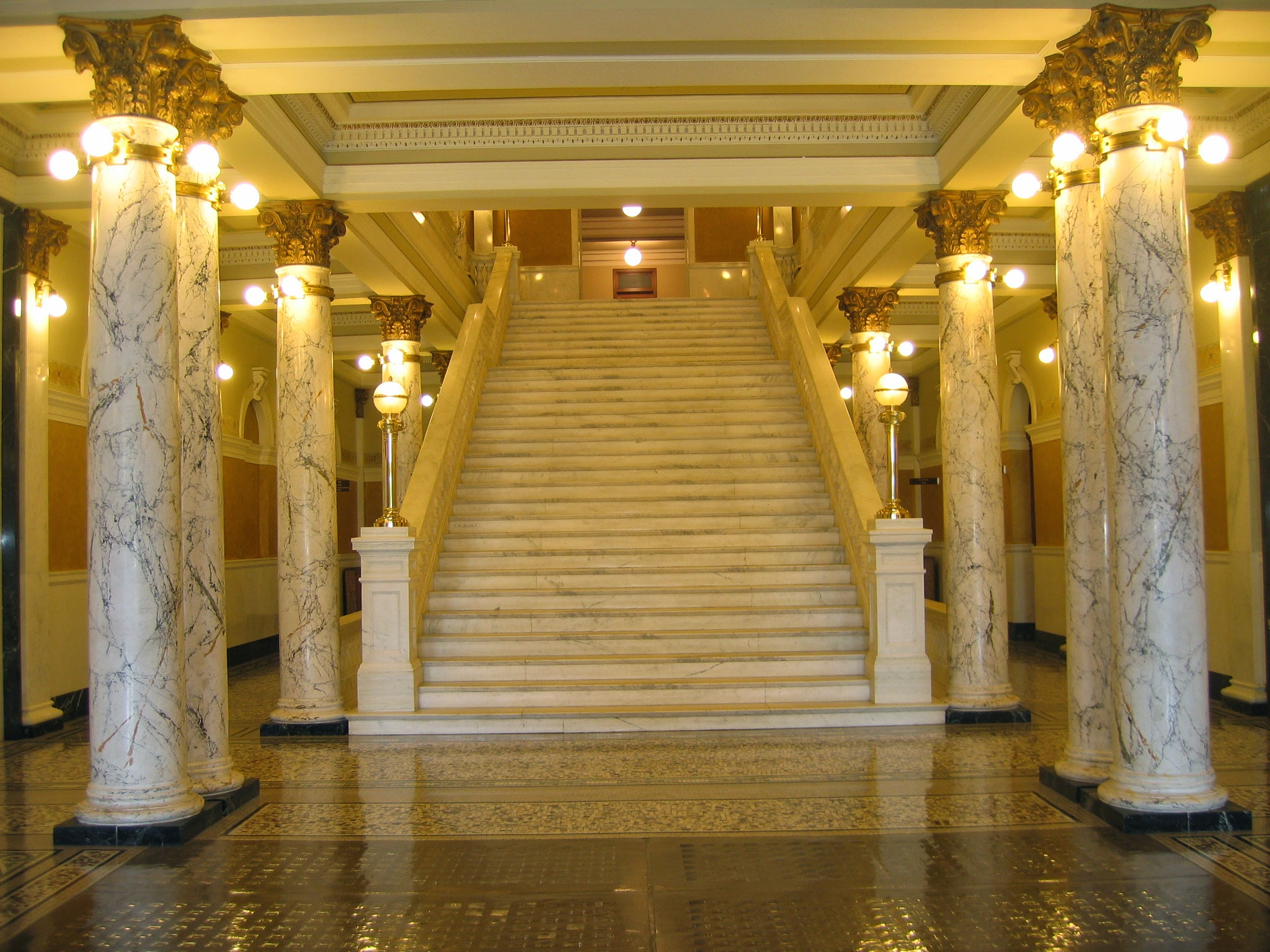
Escalera de mármol para acceder al segundo piso

Desde el primer piso, una escalera de mármol conduce a la planta de arriba. Frente a la escalera, las vitrinas albergan la colección First Lady Gown. Se han hecho réplicas en miniatura del vestido que usó cada primera dama en el baile inaugural del estado. Estas réplicas las llevan las muñecas en la vitrina. Junto con la muñeca, también se muestra una foto de la familia de cada gobernador y otros recuerdos.
En el segundo piso, la escalera de mármol conduce a una rotonda. La cúpula de la rotonda tiene 29,2 metros de altura. El anillo inferior está diseñado para parecerse a una cadena de cintas unidas, lo que pretende simbolizar la naturaleza eterna del gobierno. El interior de la cúpula está decorado con dieciséis imágenes del Árbol de la Vida. La cúpula también muestra hojas de acanto para representar la sabiduría y una flor de pasque, que es la flor del estado.
El tercer piso alberga la Cámara de Representantes y el Senado estatales. Las galerías para ambos, desde las que el público puede observar el proceso legislativo, se ubican en el cuarto piso.

## Monumentos exteriores

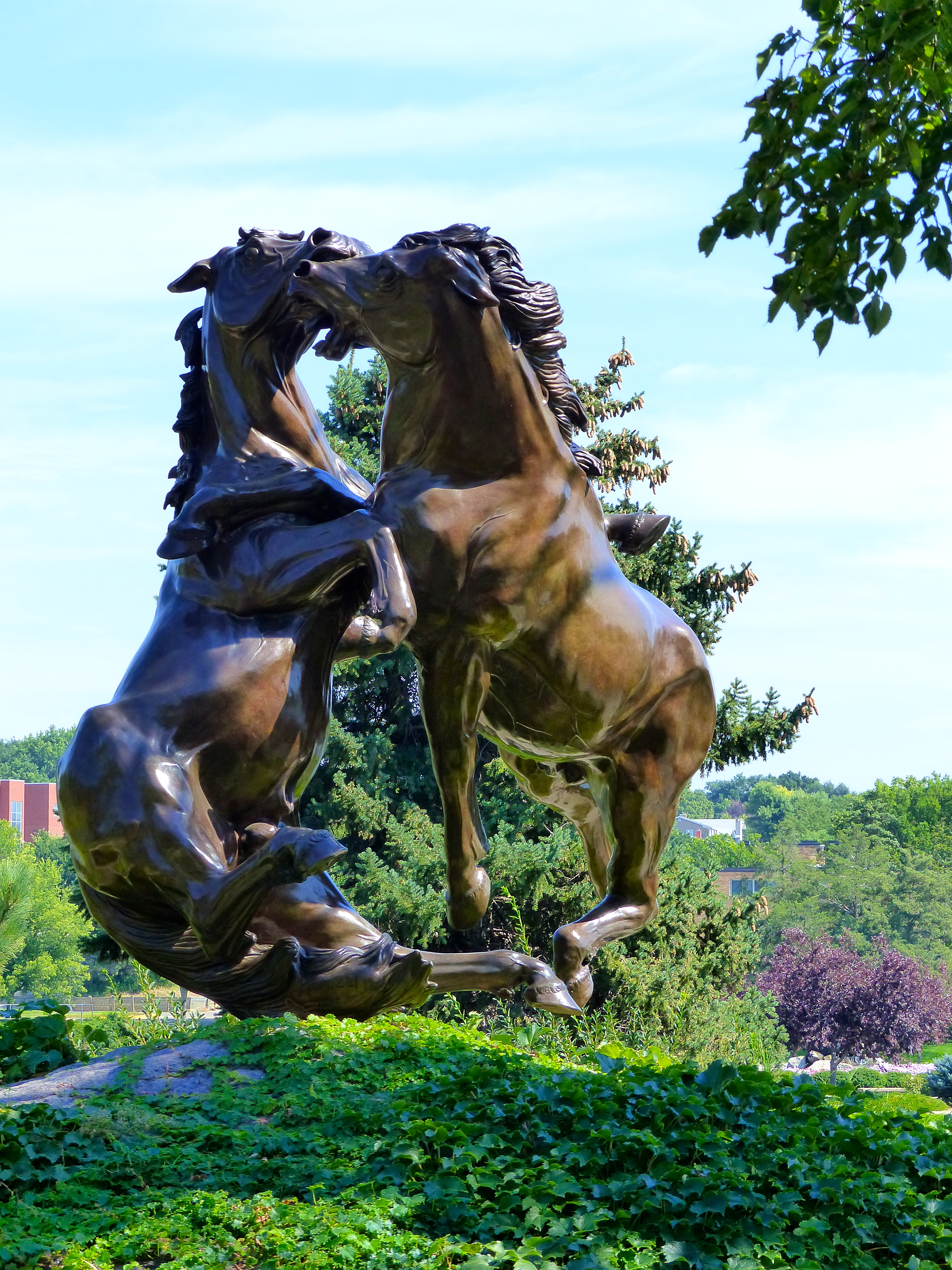
El Fighting Stallions Memorial

Cuatro monumentos están en los terrenos del edificio del capitolio. El Fighting Stallions Memorial es una escultura construida para honrar a los ocho residentes de Dakota del Sur, incluido el gobernador George S. Mickelson, quien murió en un accidente aéreo el 19 de abril de 1993. El Flaming Fountain Memorial es una fuente con una llama de gas natural que arde constantemente. Se instaló para honrar a los veteranos de Dakota del Sur. El Law Enforcement Officer Memorial rinde homenaje a los policías que han muerto en el cumplimiento de su deber. Seis figuras de bronce en una península en el lago Capitol componen el Monumento a la Segunda Guerra Mundial; cada uno representa una de las ramas de servicio en las que sirvieron los residentes de Dakota del Sur durante la Segunda Guerra Mundial.

## Renovación
Anticipándose al centenario del estado de Dakota del Sur durante 1989, el edificio fue renovado y restaurado ampliamente durante las administraciones de los gobernadores Richard F. Kneip, Harvey L. Wollman, Bill Janklow y George S. Mickelson. La renovación requirió 22 años y restauró gran parte del edificio y su decoración, incluido el piso de baldosas, a su aspecto original. También se reparó el suelo de baldosas. Se dice que a cada uno de los trabajadores de las baldosas que hicieron las reparaciones se le entregó una piedra en forma de corazón con la que marcar el nuevo piso, como tenían los trabajadores originales. El trabajo comenzó en 2013 para restaurar vidrieras en todo el edificio con el proyecto de 2,7 millones de dólares concluido a tiempo para las celebraciones del 125 aniversario de Dakota del Sur el 1 de octubre.